# 4 Pułk Strzelców Konnych Ziemi Łęczyckiej
4 Pułk Strzelców Konnych Ziemi Łęczyckiej (4 psk) – oddział kawalerii Wojska Polskiego II Rzeczypospolitej.
Pułk powstał w wyniku przemianowania dowództwa „wojennego” 2 pułku strzelców konnych. Tradycje bojowe czerpał z walk o niepodległość 2 pułku dragonów, którego to pododdziały weszły w jego skład. W okresie międzywojennym stacjonował w Płocku, a jego macierzystą brygadą była Mazowiecka Brygada Kawalerii. W 1939 zmieniono mu przydział wojenny i walczył w składzie Nowogródzkiej Brygady Kawalerii.

## Rodowód pułku
„Pokojowy” 4 pułk strzelców konnych nawiązywał do tradycji utworzonego we wrześniu 1919 2 pułku dragonów. W 1920 pułki jazdy dywizyjnej (dragonów) przemianowano na pułki strzelców konnych. Zostały one zasilone nowymi szwadronami. Po zakończeniu działań wojennych nastąpiły zmiany zmiany numeracji i podległości szwadronów. W rezultacie tych zmian, 28 października 1920,  „wojenny” 2 pułk strzelców konnych został przemianowany na „pokojowy” 4 pułk strzelców konnych, a w jego skład wszedł I i III dywizjon „wojennego” 2 pułku strzelców konnych, 2 szwadron 2 psk, który rozwinięto w IV dywizjon, a ponadto V dywizjon „wojennego” 4 pułku strzelców konnych.

### Kawalerowie Virtuti Militari
| Żołnierze odznaczeni Krzyżem Srebrnym Orderu Wojskowego Virtuti Militari za wojnę 1918-1920: | Żołnierze odznaczeni Krzyżem Srebrnym Orderu Wojskowego Virtuti Militari za wojnę 1918-1920: | Żołnierze odznaczeni Krzyżem Srebrnym Orderu Wojskowego Virtuti Militari za wojnę 1918-1920: |
| -------------------------------------------------------------------------------------------- | -------------------------------------------------------------------------------------------- | -------------------------------------------------------------------------------------------- |
| st. strz. Adam Bałaga nr 5214                                                                | plut. Mieczysław Bieniasz nr 5210                                                            | por. Ryszard Bojankiewicz nr 4446                                                            |
| por. Jerzy Gliński nr 2249                                                                   | plut. Gustaw Iwanicki nr 5211                                                                | ś.p. strz. Jan Jagodziński nr 5215                                                           |
| pchor. Mieczysław Janusz nr 5209                                                             | ppor. Franciszek Karassek nr 5207                                                            | ppor. Bronisław Malinowski nr 5208                                                           |
| pchor. Karol Mazurkiewicz nr 2240                                                            | plut. Józef Rząsa nr 187                                                                     | plut. Apolinary Skobelski nr 5213                                                            |
| plut. Oskar Stumbers nr 5212                                                                 | kpr. Piotr Siwiłło nr 2253                                                                   | plut. Czesław Zaborowski nr 2251                                                             |

## Pułk w okresie pokoju

### Zakwaterowanie
Pułk początkowo stacjonował w Zgierzu, a jego zadaniem było w przypadku mobilizacji miał  wystawić dwuszwadronowe dywizjony jazdy dywizyjnej dla 7., 10. i 26 Dywizji Piechoty. W Zgierzu dotychczasowe wojenne dywizjony zostały zredukowane do rozmiarów szwadronów. W tym czasie Pułk składał się z dowództwa i sztabu, trzech szwadronów liniowych, oddziału szkolnego karabinów maszynowych, pułkowej szkoły podoficerskiej oraz kadry szwadronu zapasowego. Zgodnie z pokojowym etatem pułk miał liczyć 30 oficerów, 115 podoficerów i 491 szeregowców oraz 621 koni, a w wyposażeniu miał posiadać 561 karabinków kawaleryjskich, 57 pistoletów i 558 szabel.
W listopadzie 1921 dowództwo i pododdziały przeniesione zostały do Płocka, do kompleksu koszarowego po oddziałach rosyjskiej 15 Dywizji Kawalerii. W Płocku 4 pułk strzelców konnych stacjonował razem z 8 pułkiem artylerii polowej.

### Reorganizacja i podporządkowanie
W 1923 pułk spełniał rolę jazdy dywizyjnej, a jego dowódca podlegał bezpośredni dowódcy Okręgu Korpusu Nr IV. W zakresie szkolenia pułk w tym czasie podlegał dowódcy V Brygady Kawalerii. W jego skład wchodziły trzy szwadrony strzelców konnych, oddział szkolny karabinów maszynowych, pułkowa szkoła podoficerska i kadra szwadronu zapasowego.
Wraz ze zmianą terminu „jazda" na „kawaleria", pułki strzelców konnych zostały przeformowane w 1924 w pułki jazdy samodzielnej. Reorganizacja polegała na sformowaniu 4 szwadronu oraz przeformowaniu oddziału karabinów maszynowych w szwadron ciężkich karabinów maszynowych. Ponadto w pułku utworzono pluton łączności i sekcję pionierów. 
Jednocześnie 4 psk wyszedł z bezpośredniego podporządkowania dowódcy Okręgu Korpusu nr IV i wszedł  w skład XIII Brygady Kawalerii.  Na przełomie marca i kwietnia 1937 zreorganizowano 2 Dywizję Kawalerii, a 4 pułk strzelców konnych wszedł w skład I Brygady Kawalerii, która od 1 kwietnia 1937 zaczęła używać nazwy Mazowiecka Brygada Kawalerii.

Latem 1939 Pułk został przesunięty z macierzystej Mazowieckiej Brygady Kawalerii w podporządkowanie Nowogródzkiej Brygady Kawalerii gen. bryg. Władysława Andersa.
Święto pułkowe – 23 maja, rocznica wręczenia pierwszego sztandaru w Łęczycy w 1920. Pułk nawiązywał do tradycji 4 pułku szaserów, sformowanego w 1806.

### Konie
Konie starano się grupować według maści w poszczególnych pododdziałach według następującego schematu: 1 szwadron – jasnogniade, 2 szwadron – gniade, 3 szwadron – ciemnogniade, 4 szwadron – skarogniade, szwadron karabinów maszynowych – gniade i kare, pluton łączności – odmastki, a pluton trębaczy – siwe. 

### Mobilizacja
| Pułk w planie mobilizacyjnym „S”     | Pułk w planie mobilizacyjnym „S” | Pułk w planie mobilizacyjnym „S” |
| Nazwa pododdziału                    | Termin                           | Miejsce mobilizacji              |
| ------------------------------------ | -------------------------------- | -------------------------------- |
| dowódca pułku z drużyną              | alarm                            | Płock                            |
| pluton łączności                     | alarm                            | Płock                            |
| 1÷4 szwadrony                        | alarm                            | Płock                            |
| szwadron karabinów maszynowych       | alarm                            | Płock                            |
| dowódca brygady kawalerii 13         | alarm                            | Płock                            |
| szwadron kawalerii nr 86             | 12                               | Płock                            |
| pluton ckm nr 86                     | 12                               | Płock                            |
| kolumna taborowa nr 174              | 7                                | Płock                            |
| kolumna taborowa nr 175              | 8                                | Płock                            |
| kolumna taborowa nr 171              | 8                                | Płock                            |
| kolumna taborowa nr 172              | 9                                | Płock                            |
| uzupełnienie do czasu „W”            | 6                                | Płock                            |
| szwadron marszowy 1/4 psk            | 18                               | Płock                            |
| pluton marszowy nr 86                | 30                               | Płock                            |
| szwadron zapasowy                    | do 15                            | Płock                            |
| Szkoła Podchorążych Kawalerii nr III | 30                               | Płock                            |
| obiekty przemysłu wojennego          |                                  | Płock                            |

| Obsada personalna i struktura organizacyjna w marcu 1939 | Obsada personalna i struktura organizacyjna w marcu 1939 |
| -------------------------------------------------------- | -------------------------------------------------------- |
| dowódca pułku                                            | płk Kazimierz Żelisławski                                |
| I zastępca dowódcy                                       | ppłk Michał Stempkowski                                  |
| pomocnik I zastępcy dowódcy                              | mjr kontr. Jerzy Borys Pawleni-Szwilli                   |
| adiutant                                                 | rtm. Michał Śliwiński (*)                                |
| naczelny lekarz medycyny                                 | mjr dr Henryk Czesław Jarocki                            |
| starszy lekarz weterynarii                               | kpt. lek. wet. Czesław Łunkiewicz                        |
| komendant rejonu PW Konnego                              | rtm. Adolf Marian Czarnota (*)                           |
| oficer placu Płock                                       | po. por. adm. (kaw.) Eugeniusz Jankowski                 |
| II zastępca dowódcy (kwatermistrz)                       | mjr Władysław Nowacki                                    |
| oficer mobilizacyjny                                     | rtm. Leopold Peszkowski                                  |
| zastępca oficera mobilizacyjnego                         | rtm. Henryk Bartoszewicz                                 |
| oficer administracyjno-materiałowy                       | rtm Feliks Ciejka                                        |
| dowódca szwadronu gospodarczego                          | rtm Michał Śliwiński (*)                                 |
| oficer gospodarczy                                       | kpt. int. Stefan I Markiewicz                            |
| oficer żywnościowy                                       | chor. Tomasz Dańczuk                                     |
| dowódca plutonu łączności                                | por Mieczysław Witold Jaworski                           |
| dowódca plutonu kolarzy                                  | vacat                                                    |
| dowódca plutonu ppanc.                                   | por. Jerzy Jan Majer                                     |
| dowódca 1 szwadronu                                      | por. Leszek Edward Irzyłowski                            |
| dowódca plutonu                                          | por. Włodzimierz Roman Krzętowski                        |
| dowódca plutonu                                          | ppor. Stanisław Betley                                   |
| dowódca 2 szwadronu                                      | rtm. Mieczysław Rasiewicz                                |
| dowódca plutonu                                          | ppor. Zbigniew Edward Dłuski                             |
| dowódca plutonu                                          | ppor. Wacław Witold Zabłocki                             |
| dowódca 3 szwadronu                                      | rtm. Marceli Ignaczak                                    |
| dowódca plutonu                                          | por. Jan Grzegorz Lipczyński                             |
| dowódca plutonu                                          | ppor. Maciej Wodziński                                   |
| dowódca 4 szwadronu                                      | rtm. Władysław Zgorzelski                                |
| dowódca plutonu                                          | ppor. Tadeusz Eberhardt                                  |
| dowódca plutonu                                          | ppor. Wiktor Władysław Nowicki                           |
| dowódca plutonu                                          | ppor. Tadeusz Karol Świerczewski                         |
| dowódca szwadronu km                                     | rtm. Roman Gabriel Górny                                 |
| dowódca plutonu                                          | por. Tadeusz Antoni Bukowski                             |
| dowódca plutonu                                          | por. Antoni Rudolf Janik                                 |
| dowódca szwadronu zapasowego                             | rtm. Adolf Marian Czarnota (*)                           |
| zastępca dowódcy                                         | vacat                                                    |
| odkomenderowany                                          | rtm. Henryk Józef Ławrynowicz                            |

Mobilizacja w 1939
W dniu 24 sierpnia 1939 w ramach mobilizacji alarmowej w grupie "brązowej" została zmobilizowana kompania km plot. typ B nr 118. Natomiast w grupie "żółtej" zmobilizowany został pułk w składzie etatowym, brygadowy szwadron kolarzy nr 1, pluton sanitarny konny typ I nr 81, dwie kolumny taborowe kawaleryjskie typ II nr 145 i nr 146. W I rzucie mobilizacji powszechnej zmobilizowano własny szwadron marszowy (nr 3 Mazowieckiej BK) i uzupełnienie marszowe szwadronu kolarzy. Po zmobilizowaniu swoich pododdziałów 4 psk opuścił Płock i zajął okoliczne wsie dowództwo kwaterowało w miejscowości Gulczewo. Od 25 sierpnia pułk został podporządkowany dowódcy Nowogrodzkiej Brygady Kawalerii gen. bryg. Władysławowi Andersowi.

## 4 psk w kampanii wrześniowej

### Działania bojowe

#### Walki na granicy
Kampanię 1939 pułk odbył w ramach Nowogródzkiej Brygady Kawalerii. 26 sierpnia 1939 pułk przemaszerował do Rościszewa, pozostawiając w Płocku czasowo wzmocniony 4 szwadron, do czasu zluzowania przez batalion ON. 3 szwadron przesunięto do Bieżunia. 29 sierpnia 4 psk został dyslokowany do Lubowidza, który osiągnął 30 sierpnia, stanowił odwód Nowogródzkiej BK. 1 września 1939 pułk skoncentrował się w lasach na południe od Lubowidza. 2 września w godzinach południowych pułk przesunięto do Sarnowa, celem ubezpieczenia prawego skrzydła Nowogródzkiej BK i lewego 20 Dywizji Piechoty walczącej w rejonie Mławy. Stanowił II rzut brygady za rozwiniętym 27 pułkiem ułanów. 1 szwadron wsparł I rzutowy dywizjon 27 puł. w Petrykozach, gdzie odparł natarcie na miejscowość niemieckich cyklistów i samochodów pancernych. Zadał starty nieprzyjacielowi w zabitych i rannych, strzałami z kb ppanc. zniszczył jeden samochód pancerny. Pułk ubezpieczył się na linii wzgórz od strony Mławy, a kolarze zajęli Kuczbork. 3 szwadron w trakcie powrotu z wypadu na Narzym, w godzinach wieczornych stoczył potyczkę z niemiecką piechotą biwakującą na polu. 3 września 4 psk działając w zgrupowaniu płk. Żelisławskiego dokonał całością sił wypadu na Narzym. Natarcie pułku załamało się na stanowiskach obronnych niemieckiego 162 pułku piechoty, obsadzającego wieś, dwór i wzgórza za stawami, w ogniu broni maszynowej i artylerii. Straty pułku, to kilku rannych, w tym rtm. Nieniewski. Natarcie przeprowadzone zbyt małymi siłami bez wsparcia artylerii, nie odciążyło walczącej pod Mławą 20 DP. Tego dnia również szwadrony pułku odparły pod Kawęczynem natarcie niemieckiego pododdziału cyklistów. 4 psk z 3 baterią 9 dywizjonu artylerii konnej obsadził w I rzucie obrony brygady odcinek od Kuczborka do Chojnowa, z 1 szwadronem i 9 szwadronem kolarzy Nowogródzkiej BK w odwodzie w miejscowości Zielona. Wysadzono mostki w Chojnowie i Kuczborku. 4 września strzelcy konni z Płocka odeszli z linii obrony i wykonali marsz przez Sierpc do Płocka. W nocy z 4/5 września 4 psk ze wsparciem 9 dak i 15 baterii artylerii konnej wspólnie z batalionem ON Warszawa I, 71 dywizjonu artylerii lekkiej i innymi drobnymi pododdziałami organizował obronę północnego przedmościa. Do pułku dołączył pododdział z nadwyżek 4 psk por. rez. Edmunda Hera. 8 września wieczorem pułk wraz z innymi oddziałami przeszedł na zachodni brzeg Wisły i opuścił Płock, wysadzając uprzednio most.              

#### Próba natarcia na Mińsk Mazowiecki
W nocy 8/9 września pułk dotarł do Młodzieszyna na skraju Puszczy Kampinoskiej. 9 i 10 września pułk wykonał marsz w kierunku Kazunia i z powrotem do Kromnowa Polskiego. Następnie wieczorem 10 września i 11 września wykonał marsz przez Modlin, Jabłonnę, Zielonkę do Anina, który osiągnięto po godz.15. 12 września 4 psk przeszedł do Miedzeszyna i obsadził rzekę Świder frontem na południe broniąc tyłów utworzonej Grupy Operacyjnej Kawalerii gen. bryg. W. Andersa i osłaniając Warszawę z tego kierunku. 13 września Nowogródzka BK wraz GO Kaw. przeprowadziła natarcie na Mińsk Mazowiecki, 4 psk początkowo stanowił odwód dowódcy Grupy Operacyjnej gen. W. Andersa. Z uwagi na załamanie się natarcia 26 pułku ułanów i 25 pułku ułanów, gen. Anders wprowadził do walki jako wsparcie obu pułków ułańskich 3 i 4 szwadron 4 psk. Pozostała część pułku znajdowała się jako odwód w lesie obok Józefowa. Ze względu na twardy opór niemieckiej piechoty wspartej silną artylerią natarcie nie powidło się. O godz. 21 oddziały przerwały walkę i podjęły marsz na Kołbiel, Garwolin i Łaskarzew. 4 psk stanowił przednią straż GO w tym marszu. Od ostrzału artyleryjskiego i w walce pułk stracił do 20 żołnierzy poległych i rannych, w tym śmiertelnie rannego rtm. Rasiewicza.               

#### Odwrót na Lubelszczyznę
14 września w godzinach przedpołudniowych pułk dotarł do lasów w pobliżu Łaskarzewa, pułk odpoczywał. W trakcie marszu czasowo dołączyła czasowo do pułku kawaleria dywizyjna 2 Dywizji Piechoty Leg., nazywana 5 szwadronem. W godzinach wieczornych pułk  wraz z baterią 2/9 dak maszerował jako straż boczna Nowogródzkiej BK, po trasie Korytnica-szosa Lubelska-Łysobyki-Michów. 15 września strzelcy konni z Płocka osiągnęli Łysobyki nad Wieprzem. Marszem nocnym 16/17 września pułk osiągnął rejon miejscowości Ostrów. 17 września 4 psk zajął obronę w miejscowości Turek i okolicy ubezpieczając przemarsz GO Kawalerii od strony Lublina, zajętego przez wojska niemieckie. Pluton kolarzy stoczył potyczkę z kawalerią niemiecką w lesie, 3 szwadron odparł natarcie niemieckiej piechoty ze wsparciem pojazdów pancernych na Turek, niszcząc 1 samochód pancerny. Pozostałe szwadrony prowadziły walkę ogniową z niemiecką piechotą usiłującą się wedrzeć do bronionego obszaru lasów. 19 września pułk przemieścił się w kierunku południowym, dotarł do miejscowości Albertów. Następnie marszem nocnym i dziennym, będąc atakowany przez niemieckie lotnictwo i dotarł w południe 20 września do lasów obok majątku Rejowiec. W wyniku bombardowania poległ jeden strzelec, ale pułk stracił ok. 80 koni. Kolejnym nocnym marszem 21 września o świcie, 4 psk osiągnął miasto Rejowiec. W tym rejonie w szeregi pułku wcielono jako 5 szwadron kawalerię dywizyjną 12 Dywizji Piechoty, a pozostałościami plutonu łączności i pionierami uzupełnił szwadrony liniowe pułku. Następnie przeszedł do Horyszowa Ruskiego na postój.              

#### Bój pod Cześnikami i Tomaszowem Lubelskim
22 września 1939 Grupa Operacyjna Kawalerii gen. Andersa w ramach Frontu Północnego podjęła próbę przebicia się przez otaczający pierścień wojsk niemieckich w kierunku południowym ku granicy węgierskiej. 4 psk z baterią 2/9 dak przystąpił do natarcia w I rzucie brygady na jej lewym skrzydle. Przed zmrokiem 22 września strzelcy konni zajęli las Majdan, a następnie przy wsparciu artylerii 2 i 3 szwadronem zdobyli wieś Majdan Sielec. Nocnym wypadem 1, 2, 4 i 5 szwadronów pod dowództwem ppłk. M. Stempkowskiego usiłowano opanować miejscowość Huta, jednak w ciemnościach nocy, szwadrony nacierające w dwóch rzutach pogubiły się lub pomieszały, a w końcowej fazie walki doszło do ostrzelania się wzajemnego strzelców konnych. 23 września nad ranem dowódca pułku powziął informację o otwarciu drogi przez okrążenie przez 2 szwadron 2 pułku strzelców konnych Wołyńskiej BK w kierunku Krasnobrodu. Z uwagi na to poprowadził pułk za oddziałami Kombinowanej BK płk. Zakrzewskiego, maszerując przez Polanówkę dotarł do lasów w pobliżu Suchowoli. Jednocześnie stracił kontakt z macierzystą Nowogródzką BK. Osłaniając od strony Zamościa zgrupowane w lesie oddziały, zajął stanowiska na skraju lasu na stoku Potoczka do Suchowoli 1, 2 i 5 szwadronem, a 3 i 4 zgrupowały się 100 m dalej w drugiej linii. Na stanowiska obronne pułku nieprzyjacielska piechota przeprowadziła natarcie ze wsparciem artylerii. 4 psk z 2 baterią 9 dak prowadził walkę w podpalonym przez niemiecką artylerię lesie. Wkrótce wprowadzono do walki pluton kolarzy i 3 szwadron. Pułk poniósł duże straty zabitych i rannych. Po godz.13.30 dowódca pułku nakazał oderwać się szwadronom od wroga i wycofać się. Sam wraz z 4 szwadronem wycofał się na Krasnobród i stracił kontakt z pozostałymi siłami pułku. Wycofujący się 4 szwadron w pobliżu majątku Krasnobród został rozproszony przez niemiecki pojazd pancerny. Ranny dowódca pułku 24 września został odwieziony do szpitala, część 4 szwadronu zebrał i przeprowadził na zachodni brzeg rzeki Wieprz jego dowódca.               
1 szwadron wraz z dowódcą przebił się w walce na bagnety w rejon zajmującego stanowiska za nim 3 szwadronu i wraz z nim pod dowództwem mjr. Nowackiego wyszedł z lasu w kierunku Suchowoli i tam połączył się dużą grupą 2 szwadronu przedzierającego się na prawe skrzydło pułku. Dowódca dywizjonu mjr Nowacki, w trakcie rozpoznania drogi za Wieprz poległ w potyczce z nieprzyjacielem. Dowództwo nad dywizjonem przejął rtm. Leopold Peszkowski. Szwadrony maszerując głównie pieszo 25/26 września dotarły w rejon Huty Różanieckiej i Rudy Różanieckiej po drodze staczały pożyczki z wojskami niemieckimi. W lesie w rejonie Niemirowa maszerując nocą szwadrony straciły ze sobą łączność. 1 szwadron maszerował na Rawę Ruską, gdy otrzymał wiadomość o jej zajęciu przez wojska sowieckie, rtm. Peszkowski rozwiązał szwadron. 2 szwadron po utracie kontaktu z pozostałymi, z dowódcą por. Morawskim, zarekwirował w napotkanej wsi cywilne ubrania, zakopał broń, żołnierze po przebraniu się udali się w kierunku północno-zachodnim rozpraszając się. Część 3 szwadronu po utracie kontaktu z resztą rozproszyła się, grupa w sile ok. plutonu pod dowództwem st. wachm. A. Górniaka dotarła do Samodzielnej Grupy Operacyjnej „Polesie” i wzięła udział w bitwie pod Kockiem. Część 4 szwadronu z dowódcą po przejściu za Wieprz maszerowała na Sambor, 28 września została otoczona przez wojska sowieckie i wzięta do niewoli. Straty niepełne 4 pułku strzelców konnych w kampanii wrześniowej, w poległych to: 8 oficerów, 6 podchorążych, 101 podoficerów i strzelców.              

#### Szwadron marszowy
Szwadron marszowy pułku sformowany został w I rzucie mobilizacji powszechnej dowodzony był przez rtm. Tomasza Pniewskiego, w pierwszych dniach września wyszedł z Płocka i przemaszerował przez Łąck, Lwówek k/Gąbina, Czerniewo, Puszczę Kampinoską, Leszno, Ulrychów, Warszawę i Wiązownę do Garwolina. Zakwaterował w Rudzie Talubska. 7 lub 8 września w nocy szwadron wziął udział w nocnej akcji przeciwko dywersantom niemieckim w okolicach Garwolina. Z uwagi na spalenie się w dniu 8 września zbombardowanych koszar i magazynów 1 pułku strzelców konnych i Ośrodka Zapasowego Mazowieckiej i Pomorskiej BK, szwadron nie otrzymał pełnego wyposażenia w rzędy końskie, wyposażenie i broń. Z broni ciężkiej szwadron posiadał tylko 1 ckm. 10 września szwadron wymaszerował z Garwolina i poprzez Parczew dotarł 18 września do w rejon Chełma Lubelskiego. Tam dopiero z wagonów kolejowych pobrał pełne wyposażenie, broń i zaopatrzenie. 20 lub 21 września szwadron marszowy 4 psk dołączył do Wileńskiej Brygady Kawalerii i wraz z 4 pułkiem ułanów walczył z oddziałami niemieckimi pod Komarowem i na szosie Krasnystaw-Zamość. Po przebiciu się na południe dołączył do 25 pułku ułanów i współdziałał z nim, aż do 27 września, dnia rozwiązania pułku. Dowódca szwadronu rtm. Pniewski przedzierał się w kierunku granicy węgierskiej w grupie szefa sztabu Nowogródzkiej BK mjr. dypl. A. Sołtana. Grupa ta 29 września pod Starym Samborem dostała się do niewoli sowieckiej.
- Dowódca szwadronu marszowego 4 psk - rtm. Tomasz Pniewski
- Zastępca dowódcy szwadronu marszowego - por. rez. Tadeusz Wysocki (do 18/19 IX), por. rez. Konstanty Wiktor Tabęcki (od 18/19 IX)
- dowódca plutonu - ppor. Tadeusz Świerczewski
- dowódca plutonu - ppor. rez. Jan Brudnicki
- dowódca plutonu - plut. pchor. rez. Zbigniew Żółtowski
- dowódca plutonu - plut. pchor. Stefan Walesiak
- szef szwadronu - plut. rez. Szymański[29].

### Pododdziały improwizowane w Oddziale Zbierania Nadwyżek 4 psk i Ośrodku Zapasowym Mazowieckiej Brygady Kawalerii
Po wyjściu z koszar sformowanych w ramach mobilizacji alarmowej pododdziałów, do koszar pułku napływali w dalszym ciągu rezerwiści i konie. 1 września 1939 część nieumundurowanych i nieuzbrojonych rezerwistów wraz z końmi dyslokowano do majątku Gulczewo, celem oczekiwania na transport do Ośrodka Zapasowego Mazowieckiej Brygady Kawalerii w Garwolinie. 4 września por. rez. Edmund Hera został mianowany dowódcą sformowanego plutonu liniowego z sekcją kolarzy z nadwyżek pułkowych i wysłany celem ubezpieczania Płocka do miejscowości Staroźreby. Pododdział ten ubezpieczał Płock do dnia 8 września po czym wcielony został jako uzupełnienie do 1 szwadronu i plutonu kolarzy 4 pułku strzelców konnych. Do Oddziału Zbierania Nadwyżek 4 psk napłynęło ok. 400 rezerwistów. Koszary pułku w Płocku były bombardowane 1 września i w nocy 2/3 września.            
Z Oddziału Nadwyżek 4 psk sformowano do 3 września dwa szwadrony liniowe strzelców konnych, oba ze znikomą ilością uzbrojenia, częściowo tylko umundurowane z końmi z mobilizacji, bez siodeł prowadzonych pieszo (uzbrojenie osobiste, mundury i częściowo osiodłane konie, posiadali tylko oficerowie i podoficerowie służby stałej oraz oficerowie i podchorążowie rezerwy). 4 września szwadrony przemaszerowały w ślad za szwadronem marszowym przez Gąbin, Warszawę do Ośrodka Zapasowego Mazowieckiej BK w Garwolinie, gdzie dotarły 8 lub 9 września. Pozostałości OZN 4 psk po sformowaniu szwadronów rtm. rez. Zgliczyńskiego i por. Ike-Duninowskiego wymaszerowało z Płocka 6 września w kierunku Garwolina prowadzone przez rtm. Henryka Bartoszewicza było bombardowane w trakcie marszu w Kiernozi w dniu 7 lub 8 września. Na temat losów pozostałości, brak danych. Rotmistrz Bartoszewicz został zamordowany wiosną 1940 w Charkowie.        
Szwadron rtm. rez. Stanisława Zgliczyńskiego, wraz z Ośrodkiem Zapasowym Mazowieckiej i Pomorskiej BK pomaszerował 10 września zbrojąc się po drodze, przez Łuków w kierunku Chełma i Hrubieszowa. Szwadron maszerował w kierunku granicy rumuńskiej i węgierskiej na południe kraju. Wziął do niewoli lotnika niemieckiego z samolotu, który przymusowo lądował. Ok. 29-30 września szwadron dotarł do rzeki Sołokiji w rejonie Rawa Ruska-Uchnów, tam na wiadomość o kapitulacji Warszawy rtm. rez. Zgliczyński szwadron rozwiązał.
- Dowódca szwadronu OZ 4 psk - rtm. rez. Stanisław Zgliczyński
- dowódca plutonu - por. Ludwik Duczymiński
- dowódca plutonu - ppor. Józef Ciechomski
- dowódca plutonu - wachm. pchor. rez. Wojciech Krzymuski[32].

Szwadron por. kaw. rez. Stefana Jana Ike-Duninowskiego, wraz z OZKaw. Mazowieckiej i Pomorskiej BK wymaszerował częściowo uzbrojony w kierunku południowym. Losy szwadronu nie są znane. Wiadomo, że dowódca szwadronu dostał się do niewoli sowieckiej. Jego nazwisko figuruje na Ukraińskiej Liście Katyńskiej.           
Pułk reaktywowano w AK. Działał w okolicach Sochaczewa, Grójca i Błonia. W styczniu 1945 r. pułk został ostatecznie rozwiązany.

### Obsada personalna pułku we wrześniu 1939
| Obsada personalna pułku we wrześniu 1939       | Obsada personalna pułku we wrześniu 1939  | Obsada personalna pułku we wrześniu 1939  |
| Stanowisko etatowe                             | Stopień, imię i nazwisko                  | Uwagi                                     |
| dowództwo                                      | dowództwo                                 | dowództwo                                 |
| ---------------------------------------------- | ----------------------------------------- | ----------------------------------------- |
| dowódca pułku                                  | ppłk kaw. Zygmunt Marszewski              | 25 IX 1939 ranny, później AK              |
| zastępca dowódcy pułku                         | ppłk kaw. Michał Stempkowski              | AK                                        |
| kwatermistrz                                   | mjr kaw. Władysław Nowacki                | †26 IX 1939 Krasnobród                    |
| adiutant                                       | rtm. Kazimierz Nieniewski                 | ciężko ranny 13 IX 1939                   |
| oficer ordynansowy                             | ppor. kaw. Tadeusz Eberhardt              | †1940 Katyń                               |
| oficer broni                                   | por. kaw. rez. Tadeusz Florian Gorczyński | †1940 Charków                             |
| oficer żywnościowy                             | chor. Tomasz Dańczuk                      |                                           |
| oficer płatnik                                 | kpt. int. Stefan I Markiewicz             | †1940 Charków                             |
| lekarz medycyny                                | por. lek. med. Franciszek Chmielewski     |                                           |
| lekarz weterynarii                             | kpt. lek. wet. Czesław Łunkiewicz         | †1940 Katyń                               |
| kapelan                                        | ks. Władysław Niemiec                     | do 3 IX 1939                              |
| kapelan                                        | ks. kpl. rez. Czesław Lissowski           | †15 XI 1942 KL Dachau                     |
| dowódca szwadronu gospodarczego                | rtm. Adolf Marian Czarnota                | †1940 Charków                             |
| wachmistrz szef                                | st. wachm. Romuald Krakowiak              |                                           |
| 1 szwadron                                     |                                           |                                           |
| dowódca szwadronu                              | rtm. Leopold Peszkowski                   |                                           |
| dowódca I plutonu                              | ppor. Stanisław Betley                    |                                           |
| dowódca II plutonu                             | ppor. rez. Antoni Pruski                  |                                           |
| dowódca III plutonu                            | por. Edmund Hera                          |                                           |
| wachmistrz szef                                | st. wachm. Władysław Godlewski            |                                           |
| 2 szwadron                                     |                                           |                                           |
| dowódca szwadronu                              | rtm. Mieczysław Rasiewicz                 | †14 X 1939 Szpital Ujazdowski w Warszawie |
| dowódca szwadronu                              | por. rez. Tadeusz Morawski                | od 13 IX 1939                             |
| dowódca I plutonu                              | ppor. Witold Wacław Zabłocki              |                                           |
| dowódca II plutonu                             | por. rez. Adam Rościszewski               |                                           |
| dowódca III plutonu                            | por. rez. Mieczysław Rutkowski            |                                           |
| wachmistrz szef                                | st. wachm. Stefan Piotrowski              |                                           |
| 3 szwadron                                     |                                           |                                           |
| dowódca 3 szwadronu                            | rtm. Marceli Ignaczak                     |                                           |
| dowódca I plutonu                              | ppor. Zbigniew Dłuski                     |                                           |
| dowódca II plutonu                             | pchor. Tadeusz Kowalewski                 |                                           |
| dowódca III plutonu                            | pchor. Mścisław Thommee                   |                                           |
| wachmistrz szef                                | st. wachm. Andrzej Górniak                |                                           |
| 4 szwadron                                     |                                           |                                           |
| dowódca 4 szwadronu                            | rtm. Michał Śliwiński                     | †1940 Katyń                               |
| dowódca I plutonu                              | ppor. rez. Ryszard Borowy                 |                                           |
| dowódca II plutonu                             | pchor. Rozwadowski                        |                                           |
| dowódca III plutonu                            | por. rez. Tadeusz Morawski                | do 13 IX                                  |
| wachmistrz szef                                | st. wachm. Stanisław Pająk                |                                           |
| szwadron karabinów maszynowych                 |                                           |                                           |
| dowódca szwadronu                              | rtm. Roman Gabriel Górny                  |                                           |
| dowódca I plutonu                              | por. kaw. Antoni Rudolf Janik             | †1940 Katyń                               |
| dowódca II plutonu                             | por. kaw. rez. Stanisław Ostrowski        | †1940 Charków                             |
| dowódca III plutonu                            | wachm. pchor. Ambroży Sawicki             |                                           |
| wachmistrz szef                                | wachm. Józef Gzik                         |                                           |
| pododdziały specjalne                          |                                           |                                           |
| dowódca plutonu łączności                      | por. Mieczysław Witold Jaworski           |                                           |
| szef                                           | st. wachm. Stefan Sobczyk                 |                                           |
| dowódca plutonu kolarzy                        | ppor. kaw. rez. Jerzy Paśniewski          | †1940 Charków                             |
| dowódca plutonu ppanc.                         | por. Tadeusz Antoni Bukowski              | †1940 Charków                             |
| dowódca drużyny pion.-pgaz.                    | ppor. rez. Zygmunt Szwech                 |                                           |
| szwadron marszowy nr 3 Mazowieckiej Brygady BK |                                           |                                           |
| dowódca szwadronu                              | rtm. Tomasz Pniewski                      | †1940 ULK                                 |

## Symbole pułkowe

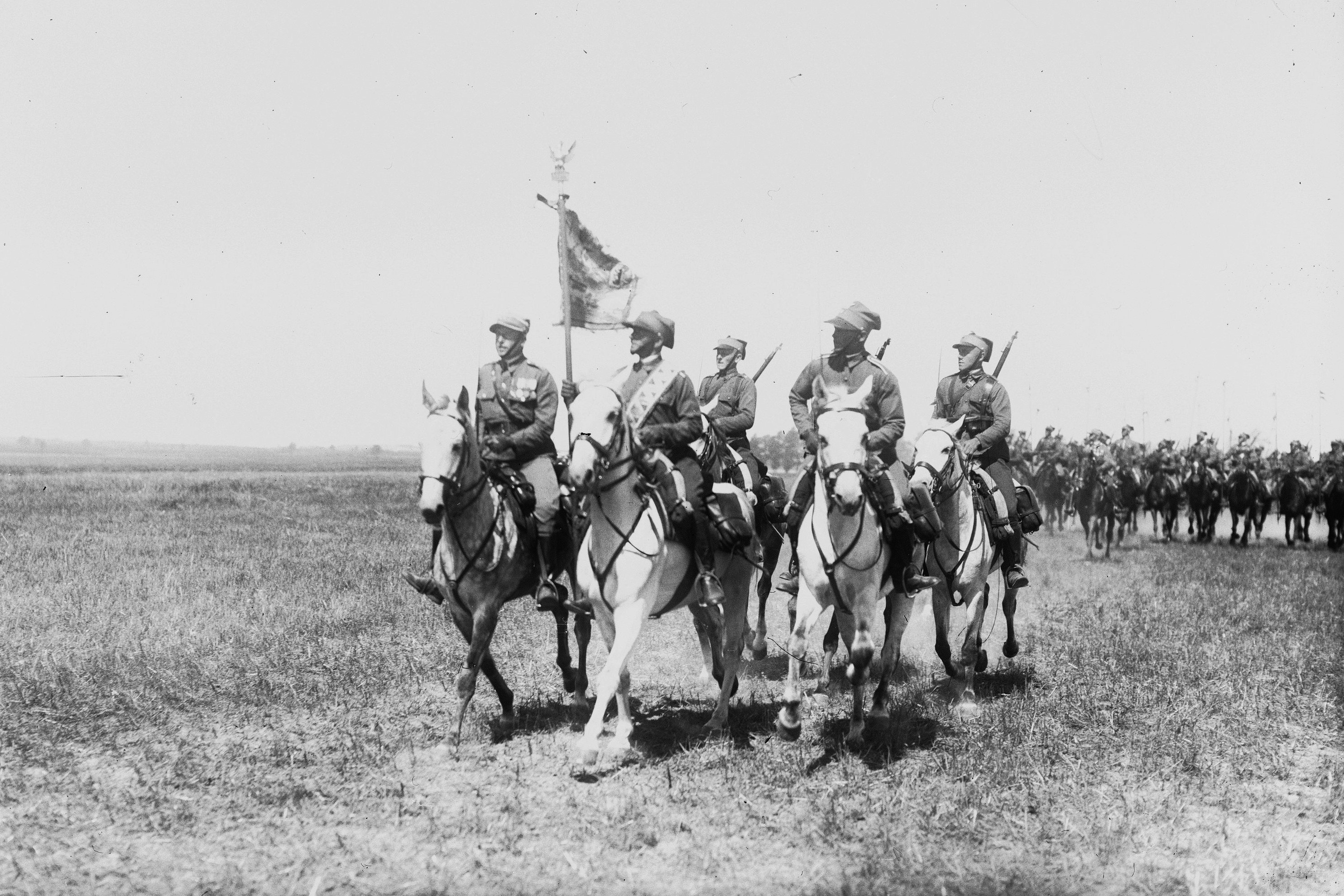
Poczet sztandarowy 4 pułku strzelców konnych

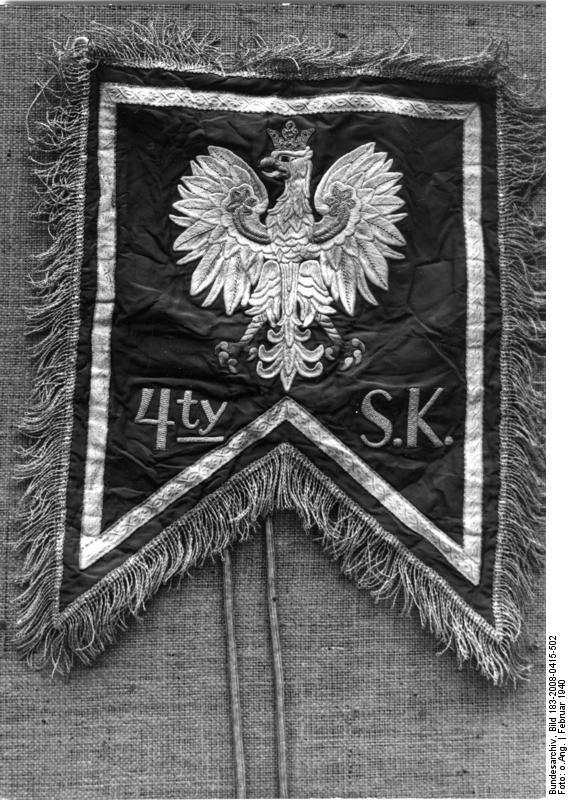
Płomień do trąbki pułkowej zdobyty przez Niemców

### Sztandar
Obywatele ziemi Łęczyckiej postanowili wręczyć pułkowi sztandar chcąc w ten sposób udokumentować swoją więź z pułkiem. 23 maja 1920 w Łęczycy w obecności przedstawiciela Naczelnika Państwa gen. Józefa Leśniewskiego odbyła się uroczystość wręczenia sztandaru. Po jednej stronie sztandaru na białej materii znajduje się duży równoramienny krzyż karmazynowy na którego górnym ramieniu znajduje się haftowany napis „2-gi pułk”, a na dolnym ramieniu „strzelców konnych ziemi Łęczyckiej”. Na lewym ramieniu „Honor”, a na prawym „Ojczyzna”. Znajdują się również na białych czterech polach haftowane złotem dwójki. Na środku krzyża umieszczony jest srebrny orzeł w złotym wianku wawrzynowym. Z drugiej strony sztandaru znajduje się u góry na złotej tarczy wizerunek Matki Boskiej Częstochowskiej, a pod wizerunkiem napis „Bogarodzica Dziewica”. Z lewej strony w połowie wysokości herb miasta Łęczycy, a po prawej herb ziemi Łęczyckiej. U dołu na całej szerokości mury zamku Łęczyckiego. Sztandar przybity do drzewca 18 gwoździami.

### Odznaka pamiątkowa
Odznaka zatwierdzona Dz. Rozk. MSWojsk nr 46, poz. 653 z 18 listopada 1924. Posiada kształt krzyża maltańskiego, którego ramiona są emaliowane w barwach szmaragdowo - amarantowych z białym paskiem. Na środek krzyża nałożona jest emaliowana tarcza herbowa Ziemi Łęczyckiej. Dwuczęściowa - oficerska wykonana w srebrze i emaliowana, żołnierska w tombaku, lakierowana. Wymiary: 40x40 mm. 
Wykonanie: Chaim Rubin - Włocławek.

### Oznaka
Na naramiennikach cyfra pułkowa „4”.

### Barwy
| Proporczyk | Opis                                                                                       |
| ---------- | ------------------------------------------------------------------------------------------ |
|            | Proporczyk w 1927 szmaragdowo - amarantowy z białą żyłką                                   |
|            | Proporczyk ciemnozielono (malachitowo)-amarantowy z białą żyłką                            |
|            | proporczyk dowództwa w 1939                                                                |
|            | proporczyk 1 szwadronu w 1939                                                              |
|            | proporczyk 2 szwadronu w 1939                                                              |
|            | proporczyk 3 szwadronu w 1939                                                              |
|            | proporczyk 4 szwadronu w 1939                                                              |
|            | proporczyk 5 szwadronu ckm w 1939                                                          |
|            | proporczyk plutonu łączności w 1939                                                        |
| Inne       | Opis                                                                                       |
|            | Czapka rogatywka – otok amarantowy                                                         |
|            | Szasery ciemnogranatowe, lampasy amarantowe, wypustka amarantowa (nieregulaminowa - biała) |

### Żurawiejka
| Mariawitów zgrywa w karty, strzelców konnych pułk to „czwarty”.            | Kiesa pusta, łeb obdarty, konnych strzelców pułk to „czwarty”. |
| Po każdej zwrotce: Lance do boju, szable w dłoń, bolszewika goń, goń, goń! |                                                                |

## Strzelcy konni z Płocka

### Dowódcy i zastępcy dowódcy pułku
| Stopień, imię i nazwisko             | Okres pełnienia służby      | Kolejne stanowisko                 |
| Dowódcy pułku                        | Dowódcy pułku               | Dowódcy pułku                      |
| ------------------------------------ | --------------------------- | ---------------------------------- |
| płk Henryk Borewicz                  | X 1920 – 18 VI 1922         |                                    |
| ppłk Jerzy Dembicki                  | 18 VI 1922 – 15 I 1925      |                                    |
| płk Zygmunt Lecewicz                 | 24 II 1925 – 12 IV 1929     |                                    |
| ppłk Marian Żółkiewski               | p.o.12 IV 1929 – 25 VI 1929 |                                    |
| płk Mikołaj Więckowski               | 25 V 1929 – 15 III 1939     |                                    |
| mjr Michał Stempkowski               | p.o. 15 III – 26 III 1939   |                                    |
| płk Kazimierz Żelisławski            | 26 III – 17 VII 1939        |                                    |
| ppłk Zygmunt Marszewski              | 18 VII – IX 1939            |                                    |
| Zastępcy dowódcy pułku               |                             |                                    |
| ppłk SG Tadeusz I Grabowski          | X 1925 – XI 1927            |                                    |
| mjr / ppłk kaw. Marian Żółkiewski    | XII 1927 – VII 1929         | rejonowy inspektor koni Przemyśl   |
| ppłk dypl. kaw. Adam Mniszek         | VII 1929 – VI 1930          | oficer sztabowy do zleceń szefa SG |
| ppłk kaw. Edmund Heldut-Tarnasiewicz | 1 VII 1930 - 23 III 1932    | dowódca 16 puł                     |
| ppłk kaw. Mieczysław Dąbrowski       | 23 III 1932 - VI 1934       | praktyka w Komisji Remontowej nr 1 |
| mjr dypl. Tadeusz Julian Nalepa      | VI 1934 - 1938              | szef sztabu Krakowskiej BK         |
| ppłk Michał Stempkowski              | 1938 - IX 1939              |                                    |

### Żołnierze 4 pułku strzelców konnych - ofiary zbrodni katyńskiej
Biogramy zamordowanych oficerów znajdują się na stronie internetowej Muzeum Katyńskiego
| Nazwisko i imię                | stopień              | zawód             | miejsce pracy przed mobilizacją  | zamordowany |
| ------------------------------ | -------------------- | ----------------- | -------------------------------- | ----------- |
| Eberhardt Tadeusz              | podporucznik         | żołnierz zawodowy | dowódca plutonu 4 szwadronu      | Katyń       |
| Janik Antoni Rudolf            | porucznik            | żołnierz zawodowy | dowódca plutonu szwadronu ckm    | Katyń       |
| Łunkiewicz Czesław             | kapitan lek. wet.    | żołnierz zawodowy | starszy lekarz weterynarii       | Katyń       |
| Śliwiński Michał               | rotmistrz            | żołnierz zawodowy | dowódca szwadronu gospodarczego  | Katyń       |
| Bartoszewicz Henryk            | rotmistrz            | żołnierz zawodowy | zastępca oficera mobilizacyjnego | Charków     |
| Bukowski Tadeusz Antoni        | porucznik            | żołnierz zawodowy | dowódca plutonu ppanc. (IX)      | Charków     |
| Czarnota Adolf Marian          | rotmistrz            | żołnierz zawodowy | komendant rejonu PW Konnego      | Charków     |
| Gorczyński-Jastrzębiec Tadeusz | porucznik rezerwy    |                   | ziemianin                        | Charków     |
| Markiewicz Stefan              | porucznik (kpt?)     | żołnierz zawodowy | oficer gospodarczy               | Charków     |
| Paśniewski Jerzy               | podporucznik rezerwy | prawnik           |                                  | Charków     |
| Ike-Duninowski Stefan Jan      | porucznik rezerwy    |                   | właściciel maj. Duninów          | ULK         |

## Tradycje
Tradycje 4 pułku strzelców konnych Ziemi Łęczyckiej kultywuje Stowarzyszenie Jeździeckie im. 4 Pułku Strzelców Konnych Ziemi Łęczyckiej z siedzibą w Gostyninie.